# Hromada
Comunità (in ucraino Громада, Hromada), il cui nome per esteso è Unione Pan-Ucraina "Comunità" (in ucraino Всеукраїнське Об'єднання "Громада", Vseukraїns'ke Ob'jednannja "Hromada"), è un partito politico ucraino, guidato da Pavlo Lazarenko.

## Storia
È stato fondato nel 1994 da Oleksandr Turčynov e da Pavlo Lazarenko.
Alle elezioni parlamentari del 1998 ottiene il 5,1% e 24 seggi su 450 (16 nel proporzionale e 8 nel maggioritario).
Nel luglio del 1999, dopo la fuga di Lazarenko, scappato negli Stati Uniti per non rispondere alle accuse di appropriazione indebita, la maggior parte dei membri del partito, guidati da Julija Tymošenko, lasciò Hromada per fondare "Patria".
Hromada non partecipò quindi alle elezioni parlamentari del 2002; per le elezioni parlamentari del 2006 riuscì a costituire il "Blocco Lazarenko", che ottenne però solo lo 0,30% e 0 deputati. Non ha partecipato neanche alle successive elezioni parlamentari del 2007, mentre alle elezioni parlamentari del 2012 ha corso solo in quattro collegi maggioritari, non ottenendo alcun deputato.

## Risultati elettorali
| Elezione          | Voti                     | %                        | Seggi |
| ----------------- | ------------------------ | ------------------------ | ----- |
| Parlamentari 1998 | 1 242 235                | 5,10                     | 24    |
| Parlamentari 2002 | -                        | -                        | -     |
| Parlamentari 2006 | (nel "Blocco Lazarenko") | (nel "Blocco Lazarenko") | 0     |
| Parlamentari 2007 | -                        | -                        | -     |
| Parlamentari 2012 | -                        | -                        | 0     |